# Ailt an Chorráin
Ailt an Chorráin (en anglès Burtonport) és una vila d'Irlanda, al comtat de Donegal, a la província de l'Ulster. Es troba a la Gaeltacht de Na Rosa, a 7 kilòmetres d'An Clochán Liath. Els seus habitants viuen de la pesca i el 41% són parlants nadius d'irlandès. La majoria treballen a la Burtonport Fishermen's Co-op i a la planta de congelació del Bord Iascaigh Mhara (Departament de Pesca del Mar d'Irlanda).

## Història
Una placa hi commemora el breu desembarcament a la veïna illa d'Inishmacadurn (o Rutland) d'una força militar francesa dirigida per James Napper Tandy en un intent fallit d'ajudar els alçats en la rebel·lió irlandesa el 16 de setembre de 1798.

## Transport

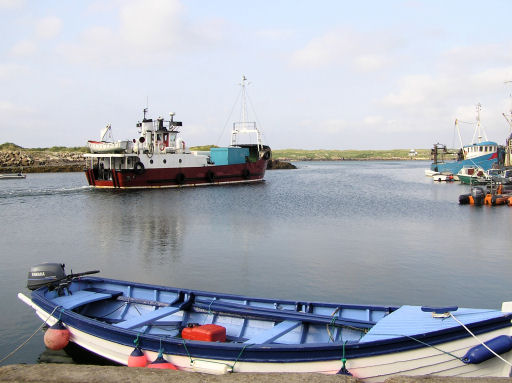
El ferri que porta d'Ailt an Chorráin a Árainn Mhór

La vila serveix de port de sortida del servei de ferri cap a Arranmore, a través del qual rep un gran tràfic de turistes. També va tenir un servei ferroviari des de Letterkenny entre 1903 i 1940 servit per la Letterkenny & Burtonport Extension Railway (L&BER), companyia mixta estatal i de la Londonderry and Lough Swilly Railway (L&LSR). L'estació de ferrocarril de fou inaugurada el 9 de març de 1903, però fou finalment clausurada el 3 de juny de 1940.

## Personatges
- Joseph Sweeney
- Packie Bonner
- Pat the Cope Gallagher
- Peadar O'Donnell